# سیارک ۲۰۴۲۰
سیارک ۲۰۴۲۰ (به انگلیسی: 20420 Marashwhitman، نامگذاری:1998SN129) بیست هزار و چهارصد و بیستمین سیارک کشف شده‌است که در ۲۶ سپتامبر ۱۹۹۸ کشف شد.
قدر مطلق سیارک برابر ۱۵.۵ است.